# Orientierungsschule
Orientierungsschule (franz. cycle d’orientation) bezeichnet in der Schweiz Schulen der Sekundarstufe I, die von einzelnen Kantonen eingeführt wurden. Sie ist Teil verschiedener Schultypen der Schweizer Kantone aufgrund ihrer föderalistischen Bildungshoheit im Bildungssystem in der Schweiz.
In den Kantonen Ob- und Nidwalden sowie im Kanton Wallis wird sie als Gesamtschule geführt.
In den Kantonen Freiburg, Schaffhausen und Genf werden die Schüler nach Leistungskriterien auf Real- und Sekundarklassen beziehungsweise im Kanton Genf auf drei bis fünf Abteilungen aufgeteilt.
Der Kanton Tessin bezeichnet die zweite Hälfte seiner vierjährigen, im integrierten Modell geführten Sekundarstufe I (scuola media) als ciclo di orientamento («Orientierungszyklus»).
Im Kanton Basel-Stadt wurde die dreijährige Orientierungsschule 1991 eingeführt. Sie schloss an die vierjährige Primarschule an. Im Anschluss an die Orientierungsschule folgte eine zweijährige Weiterbildungsschule. 2015 wurde die Orientierungsschule abgeschafft und auf den Lehrplan 21 umgestiegen (sechsjährige Primarschule, dreijährige Sekundarschule), weil zu viele Schüler ans Gymnasium wechselten.